# 乌塘鳢属
乌鳃塘鳢属为鰕虎鱼目鰕虎鱼亚目塘鱧科下的一个属。该属鱼类主要分布于东亚至澳大利亚，其中一个物种发现于非洲大西洋沿岸。其中一些物种仅生存在淡水区域，其它大多数可以在海洋、淡水和咸水中生存。

## 下属种类
- 非洲烏塘鱧（Bostrychus africanus Steindachner, 1879）
- 白斑烏塘鱧（Bostrychus albooculata）
- 印尼烏塘鱧（Bostrychus aruensis Weber, 1911）
- （Bostrychus expatria）
- （Bostrychus microphthalmus）
- （Bostrychus scalaris Larson, 2008）
- 中華烏塘鱧（Bostrychus sinensis Lacepède, 1801）
- 新畿內亞烏塘鱧（Bostrychus strigogenys）
- 帶烏塘鱧（Bostrychus zonatus Weber, 1907）

## 扩展阅读
- 維基物種上的相關：乌塘鱧属
- WoRMS数据：http://www.marinespecies.org/aphia.php?p=taxdetails&id=268564（页面存档备份，存于）